# CORAL (computer)
CORAL a fost o familie de mincalculatoare românești realizată la Fabrica de Calculatoare București sub conducerea inginerului Dan Romulus Tonceanu. Calculatorul CORAL a implementat arhitectura PDP-11 folosind tehnologia bit-slice de la AMD, înaintea companiei mamă, Digital Equipment Corporation.
Familia Coral este compusă din modelele: 4001, 4011, 4021 si 4030.
Ca software, calculatorul CORAL utiliza o clonă a sistemului de operare RSX-11M.

## Utilizare
În anii '80, minicalculatoarele CORAL au cunoscut o largă utilizare în multe instituții din România - printre care:
- Facultatea de Hidrotehnică din Institutul de Construcții București, în colectivul condus de prof. Viorel Marinescu (calculatorul CORAL 2030 se afla încă în utilizare în anul 1996)
- Facultatea de Utilaj Tehnologic din Institutul de Construcții București
- Facultatea de Căi Ferate, Drumuri și Poduri din Institutul de Construcții București